# Krasowiec (przystanek kolejowy)
Krasowiec – zlikwidowany przystanek kolejowy w Krasowcu, na linii kolejowej nr 414 Gorzów Wielkopolski Zieleniec – Chyrzyno, w województwie lubuskim, w Polsce.